# Glossoloma medusaeum
Glossoloma medusaeum là một loài thực vật có hoa trong họ Tai voi. Loài này được (L.E.Skog) J.L.Clark mô tả khoa học đầu tiên năm 2005.